# Spiloxene capensis
Spiloxene capensis är en enhjärtbladig växtart som först beskrevs av Carl von Linné, och fick sitt nu gällande namn av Sidney Garside. Spiloxene capensis ingår i släktet Spiloxene och familjen Hypoxidaceae. Inga underarter finns listade i Catalogue of Life.

## Bildgalleri

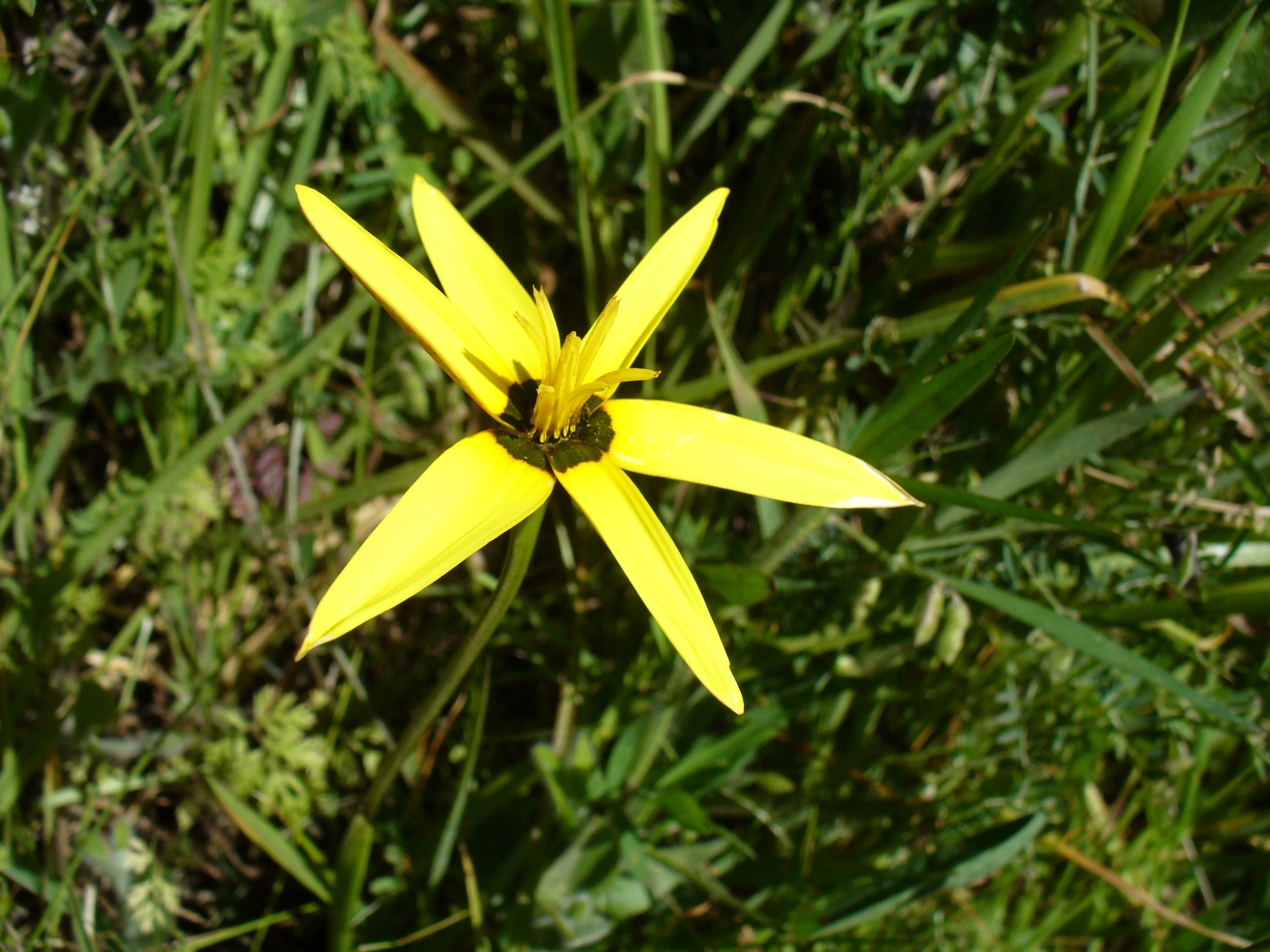